# Соколова-Фрёлих, Ольга Васильевна
Ольга Васильевна Соколова-Фрёлих (1860 или 1862 — 4 июля 1923) — русская оперная певица (контральто), камерная певица и музыкальный педагог.

## Биография
Родилась в Москве в семье музыкального критика «Русских ведомостей» Василия Дормидонтовича Соколова — по разным сведениям, в 1860 или 1862 году.
Обучалась игре на фортепиано в Московской консерватории у П. И Чайковского и Н. Г. Рубинштейна. Одновременно, в частной школе своей тёти А. Д. Александровой-Кочетовой училась пению.
До 1881 года выступала как камерная певица. Оперные партии готовила под руководством Д. Леоновой. В 1881—1883 годах пела в московском Большом театре. Позднее выступала в Казани (1884—1886 и 1890—1891, 1893). Летом 1885 году гастролировала в Астрахани, Саратове, Самаре, Симбирске, Нижнем Новгороде, Одессе. В 1886 году оставила оперную сцену и выступала на концертной эстраде в Петербурге, Москве, Нижнем Новгороде, Воронеже, Владимире. В 1892 году вернулась на оперную сцену: пела в саратовской опере Товарищества русских оперных артистов под управлением Н. Унковского, в 1893 году — в Петербурге (Русское оперное товарищество; Панаевский театр), в 1895 году вновь — в Большом театре в Москве.
Стала первой исполнительницей: в Саратове и Казани — партии Графини («Пиковая дама»); на русской сцене — Лауры Адорно («Джоконда»).
Лучшие партии: Ваня («Жизнь за царя» М. Глинки). Ратмир («Руслан и Людмила»), Княгиня («Русалка» А. Даргомыжского), Изяслав, Лия, Марьям, Графиня («Пиковая дама»), Зибель, Паж Урбан, Амнерис, Азучена.
Её партнерами были: М. Веселовская, Ю. Закржевский, М. Инсарова, Я. Любин, М. Резунов, Н. Унковский. Пела п/у В. Зеленого, И. Палицына, Б. Плотникова. 
Камерный репертуар включал романсы М. Глинки, А. Даргомыжского, А. Рубинштейна, Ф. Шуберта, Р. Шумана, И. Брамса.
В 1900 году организовала в Москве школу пения. В 1910-х годах преподавала в Московском музыкально-драматическом училище; её учениками были: П. Доберт, В. Любченко, Е. М. Попова, А. А. Соловьёва, Ю. Шиллинг.
Была замужем за присяжным поверенным Николаем Николаевичем Фрелихом (?—1905).
Умерла в Москве 4 июля 1923 года.